# George Coulouris
George Coulouris (* 1. Oktober 1903 in Manchester; † 25. April 1989 in London) war ein britischer Schauspieler.

## Leben
Coulouris war der Sohn eines griechischen Emigranten und einer Engländerin. Er entschloss sich gegen den Willen seiner Eltern zu einer Schauspielkarriere und studierte ab 1925 in London an der Central School of Speech and Drama. Nach einigen Bühnenrollen in England gab er 1929 sein Debüt am Broadway in New York. Am Broadway setzte er in den 1930er-Jahren seine Laufbahn fort und wurde Mitglied des Mercury Theatre von Orson Welles, wobei er unter anderem 1937 an Welles’ berühmter Inszenierung von Shakespeares Julius Caesar als Marcus Antonius mitwirkte.
Seinen Durchbruch im Filmgeschäft erreichte er 1941 als Walter Parks Thatcher, der strenge Vormund und Anwalt der Titelfigur, in Orson Welles’ Filmklassiker Citizen Kane. Für seine Darstellung erhielt Coulouris eine Auszeichnung des National Board of Review. Im Verlaufe der 1940er-Jahre war er als Nebendarsteller in zahlreichen Hollywood-Filmen zu sehen, wobei er insbesondere Filmschurken oder andere unsympathische Figuren verkörperte. Seinen Auftritt als Gangster in None But the Lonely Heart beschrieb der Kritiker Bosley Crowther als die „Essenz kultivierter Boshaftigkeit“.
1950 zog Coulouris in sein Heimatland Großbritannien zurück und blieb dort in den folgenden Jahrzehnten ein vielbeschäftigter Darsteller in Film, Fernsehen, Radio und Theater. In den Doctor-Filmen mit Dirk Bogarde als Simon Sparrow bekleidete Coulouris regelmäßig Nebenrollen, beispielsweise als Patient oder Schiffszimmermann. In der Agatha-Christie-Verfilmung Mord im Orient-Expreß (1974) spielte er einen griechischen Arzt. Insgesamt war er von 1933 bis 1985 in mehr als 130 Produktionen zu sehen.
In den 1980er-Jahren zog er sich langsam aus dem Schauspielgeschäft zurück, nachdem er an Parkinson erkrankt war. Mit seiner ersten Frau Louise Franklin war er von 1930 bis zu ihrem Tod im Jahr 1976 verheiratet. Sie hatten zwei Kinder. 1977 heiratete er Elizabeth Donaldson, mit der er bis zu seinem Tod im April 1989 im Alter von 85 Jahren verheiratet blieb.

## Filmografie (Auswahl)
- 1932: The Impassive Footman
- 1940: Hölle, wo ist dein Sieg? (All This, and Heaven Too)
- 1940: The Lady in Question
- 1941: Citizen Kane
- 1943: Dies ist mein Land (This Land Is Mine)
- 1943: Wem die Stunde schlägt (For Whom the Bell Tolls)
- 1943: Watch on the Rhine
- 1944: Zwischen zwei Welten (Between Two Worlds)
- 1944: Das Leben der Mrs. Skeffington (Mr. Skeffington)
- 1944: None But the Lonely Heart
- 1945: Polonaise (A Song to Remember)
- 1945: Hotel Berlin
- 1945: Die Dame im Zug (Lady on a Train)
- 1945: Jagd im Nebel (Confidential Agent)
- 1946: Hier irrte Scotland Yard (The Verdict)
- 1946: Eine Lady für den Gangster (Nobody Lives Forever)
- 1947: California
- 1948: Schlingen der Angst (Sleep, My Love)
- 1948: Der Superspion (A Southern Yankee)
- 1948: Johanna von Orleans (Joan of Arc)´
- 1951: Der Verdammte der Inseln (Outcast of the Islands)
- 1953: Das Herz aller Dinge (The Heart of the Matter)
- 1954: Aber, Herr Doktor… (Doctor in the House)
- 1954: Duell im Dschungel (Duel in the Jungle)
- 1954: Der Fall Teckmann (The Teckman Mystery)
- 1955: Doktor Ahoi! (Doctor at Sea)
- 1956: Der beste Mann beim Militär (Private’s Progress)
- 1956: Das große Geld (The Big Money)
- 1957: Hilfe, der Doktor kommt! (Doctor at Large)
- 1957: Tarzan und die verschollene Safari (Tarzan and the Lost Safari)
- 1957: Morgen wirst Du mich töten (Kill Me Tomorrow)
- 1957: Der Mann ohne Körper (The Man Without a Body)
- 1958: I Accuse!
- 1958: Keine Zeit zu sterben (No Time to Die)
- 1958: Der Frauenfresser (The Woman Eater)
- 1958: Herzlich willkommen im Kittchen (Law and Disorder)
- 1958: Der Sohn von Robin Hood (The Son of Robin Hood)
- 1960: Verschwörung der Herzen (Conspiracy of Hearts)
- 1960: Zehn Frauen verschwanden in Paris (Bluebeard’s Ten Honeymoons)
- 1960: Die gestohlene Million (The Boy Who Stole a Million)
- 1960: Ein Geschenk für den Boß (Surprise Package)
- 1961: Die Bucht der Schmuggler (Fury at Smugglers’ Bay)
- 1961: König der Könige (King of Kings)
- 1961/1963: Kommissar Maigret (Maigret, Fernsehserie, 2 Folgen)
- 1963: Flieg mit mir ins Glück (Come Fly with Me)
- 1963: Begierde an schattigen Tagen (In the Cool of the Day)
- 1964: Doctor Who (Fernsehserie, 2 Folgen)
- 1965: Einmal wird abgerechnet (The Crooked Road)
- 1965: Der Schädel des Marquis de Sade (The Skull)
- 1966: Arabeske (Arabesque)
- 1966: Brillanten-Razzia (Too Many Thieves)
- 1969: Mörder GmbH (The Assassination Bureau)
- 1969: Fahr zur Hölle, Gringo (Land Raiders)
- 1971: Das Grab der blutigen Mumie (Blood from the Mummy’s Tomb)
- 1971: Uhrwerk Orange (A Clockwork Orange)
- 1972: Lord Peter Wimsey – Diskrete Zeugen (Clouds of Witness, Miniserie, 3 Folgen)
- 1972: Der Turm der lebenden Leichen (Tower of Evil)
- 1973: Verrückt und gefährlich (The Final Programme)
- 1973: Papillon
- 1974: Mahler
- 1974: Percy – Der Potenzprotz (Percy’s Progress)
- 1974: Mord im Orient-Expreß (Murder on the Orient Express)
- 1974: Der Antichrist (L’anticristo)
- 1976: Brüll den Teufel an (Shout at the Devil)
- 1976: Der Mörder lauert in der Sauna (The Ritz)
- 1978: Geheimprojekt Doombolt (The Doombolt Chase, Fernsehserie, 4 Folgen)
- 1980: Rififi am Karfreitag (The Long Good Friday)
- 1981: Die kleine Welt des Don Camillo (The Little World of Don Camillo, Fernsehserie, Folge 1x08)
- 1984: Hart aber herzlich (Hart to Hart, Fernsehserie, Folge 5x17 Mord auf Rhodos)
- 1985: Mussolini: The Untold Story (Miniserie, 2 Folgen)